# Janco Venter
Pour les articles homonymes, voir Venter (homonymie).

a Compétitions nationales et continentales officielles uniquement.

b Matchs officiels uniquement.
Dernière mise à jour le 15 juillet 2023.
Janco Venter, né le 19 septembre 1994 à Windhoek (Namibie), est un joueur de rugby à XV international namibien évoluant aux postes de troisième ligne ou de deuxième ligne. Il joue avec la province sud-africaine des Griquas en Currie Cup depuis 2023.

## Carrière

### En club
Après être passé par l'académie de la Western Province, Janco Venter commence sa carrière en Varsity Cup (championnat universitaire sud-africain) avec les Maties (club de l'université de Stellenbosch) entre 2014 et 2018,.
Il commence sa carrière professionnelle en 2015 avec la province des Namibia Welwitschias en Vodacom Cup, avec lesquels il joue un seul match.
La saison suivante, il dispute la Provincial Cup avec la Western Province, jouant quatre matchs pour un essai inscrit,.
En 2018, il quitte l'Afrique du Sud pour rejoindre les Jersey Reds, évoluant en RFU Championship. Il est alors l'un des rares joueurs namibiens évoluant au niveau professionnel en Europe.
En 2020, il rejoint les Saracens, avec qui il termine la saison 2019-2020 de Premiership (interrompue par l'épidémie de Covid-19), avant d'être relégué avec son club. Au terme de sa première saison, son club remporte le Championship, et remonte en Premiership. En juin 2022, peu utilisé lors de ses deux saisons au club (neuf matchs), il n'est pas conservé par le club londonien.
Il retrouve une équipe en 2023, lorsqu'il rejoint la province sud-africaine des Griquas pour disputer la saison 2023 de Currie Cup,.

### En équipe nationale
Janco Venter joue avec l'équipe de Namibie des moins de 20 ans en 2013 et 2014, et participe au trophée mondial des moins de 20 ans.
Il obtient sa première cape internationale avec l'équipe de Namibie le 8 novembre 2013 à l’occasion d’un match contre l'équipe de Zimbabwe à Windhoek.
Il fait partie du groupe namibien choisi par Phil Davies pour participer à la coupe du monde 2015 en Angleterre. Il dispute trois matchs de cette compétition, contre la Nouvelle-Zélande, les Tonga et l'Argentine.
En septembre 2019, il retenu par le sélectionneur Phil Davies pour disputer la Coupe du monde au Japon. Il dispute trois matchs de cette compétition, contre l'Italie, l'Afrique du Sud et la Nouvelle-Zélande.
En 2022, il participe à la qualification de son pays pour la Coupe du monde 2023,.

## Palmarès

### En club
- Vainqueur de la Varsity Cup en 2018 avec les Maties.
- Vainqueur du RFU Championship en 2021 avec les Saracens.

### En équipe nationale
- 31 sélections avec la Namibie depuis 2013
- 31 points (6 essais)
- Participation à la coupe du monde 2015 (3 matchs) et 2019 (3 matchs).